# Sollières-Sardières
Sollières-Sardières är en kommun i departementet Savoie i regionen Auvergne-Rhône-Alpes i sydöstra Frankrike. Kommunen ligger i kantonen Lanslebourg-Mont-Cenis som tillhör arrondissementet Saint-Jean-de-Maurienne. År 2018 hade Sollières-Sardières 170 invånare.

## Befolkningsutveckling
Antalet invånare i kommunen Sollières-Sardières
| Referens: INSEE |